# Kostel svatého Jiljí (Budislavice)
Kostel svatého Jiljí v Budislavicích je filiální kostel v Římskokatolické farnosti Kasejovice. Původně raně gotický jednolodní kostel  pochází z roku 1264. Kostel je situován v jižní části obce Budislavice, části obce Mladý Smolivec v okrese Plzeň-jih, na jejím nejvyšším bodě, v relativně rovném terénu. Kostel je od roku 1958 chráněn jako kulturní památka.

## Historie
Původní gotický kostel byl vystaven na konci 13. století. Jeho zakladatelé pocházeli z mladší větve českého rodu Buziců na Blatné, Březnici a Rožmitále. Člen tohoto rodu Budislav obdržel Třemšínsko a kraj západně od něj. Jeho synové Filip a Jaroslav jsou zmiňováni roku 1370 jako patroni zdejšího kostela, který byl již roku 1365 farním. Následně prošel několika architektonickými proměnami. Barokizován byl v letech 1723 až 1726, pod vedením Jana Václava Vančury z Řehnic. V roce 1797 byl znovu přestavěn a upraven byl i ve druhé polovině 19. století. Patronem kostela bylo v letech 1747–1924 pražské velkopřevorství řádu maltézských rytířů, které mělo v držení zdejší i okolní statky s rozsáhlými polními i lesními pozemky až do pozemkové reformy v době První republiky. Kostel byl v letech 1913 až 1914 restaurován. V důsledku první světové války byl konsekrován až roce 1921.
Během staletí objekt několikrát vyhořel, významný požár byl zaznamenán v roce 1791. Farnost prošla postupným vývojem: plebánie (nižší farní úřad) byla doložena k roku 1356, zatímco povýšení na děkanství nastalo až v roce 1897, což svědčí o rostoucím významu farnosti v průběhu staletí.
Matriky, důležité historické dokumenty zaznamenávající křty, sňatky a úmrtí, jsou vedeny od roku 1646. 

## Popis
Architektura kostela svatého Jiljí v Budislavicích zahrnuje obdélníkovou loď a stejně široké, trojboce uzavřené kněžiště. K východní straně přiléhá sakristie, zatímco západní průčelí zdobí věž s cibulovitou bání a předsíň z roku 1723. Presbytář je sklenut gotickou paprsčitou klenbou. Stavba prošla v průběhu staletí několika architektonickými úpravami, z nichž nejvýznamnější byla barokní přestavba, která výrazně ovlivnila její současnou podobu. Barokizace kostela přinesla typické prvky tohoto uměleckého slohu, jako jsou bohatě zdobené oltáře, štuková výzdoba či charakteristické tvarování oken a portálů. 

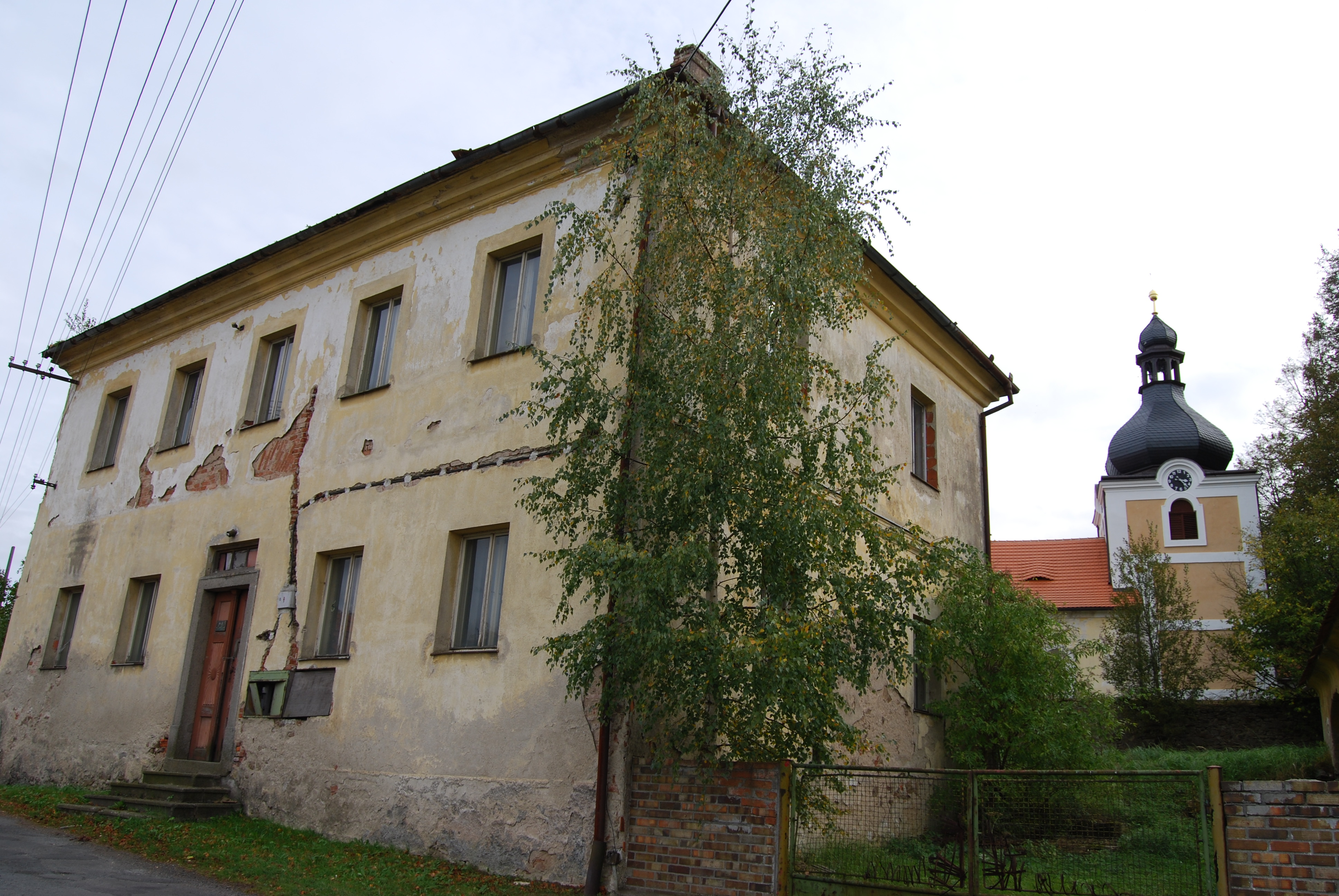
Fara v Budislavicích

V bezprostřední blízkosti kostela se nachází klasicistní fara, která tvoří s chrámem architektonický celek. Fara byla postavená pravděpodobně v první polovině 19. století a je příkladem klasicistní architektury venkovských far s charakteristickými prvky, jako je symetrické uspořádání fasády, trojúhelníkový štít a jednoduché, ale elegantní architektonické detaily.
Ze tří původních zvonů se dochoval pouze jeden z roku 1550, který byl ulit  zvonařem Mikulášem Konvářem z Plzně. Zbývající zvony byly zrekvírovány během První světové války pro vojenské účely.

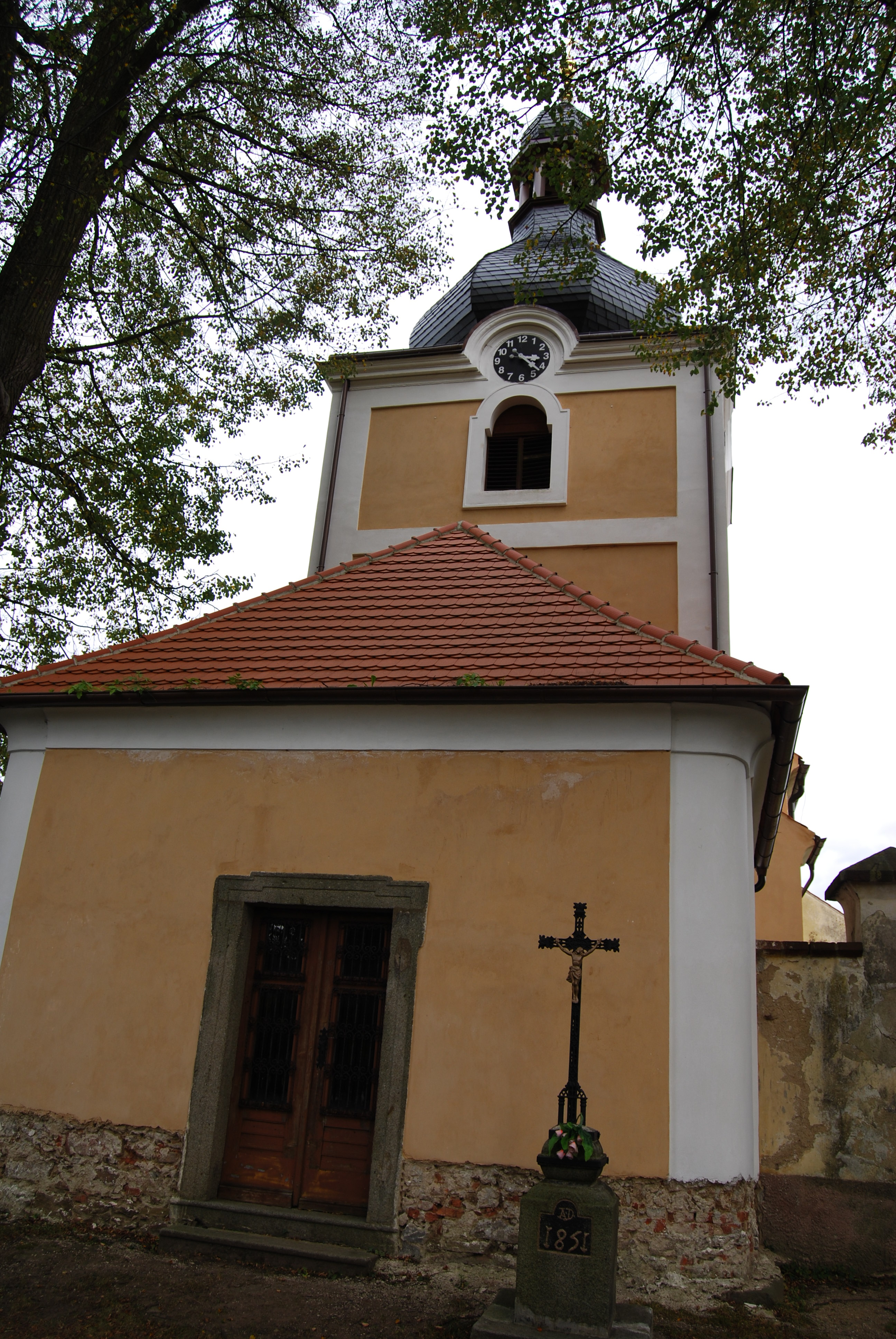

Před kostelem stojí pamětní kříž z roku 1851, který je opatřen zdobeným soklem. 

## Interiér
Na hlavním rokokovém oltáři z druhé poloviny 18. století je obraz pocházející z roku 1859 jehož tvůrcem je pražský umělec Josef Scheiwl. Votivní obraz Panny Marie Růžencové namaloval Josef Mathauser (1846–1917) v roce 1904.
Varhany postavil varhanář Johann Fischpera ze Sušice v roce 1866.
Bohoslužby se zde konají jen jednou měsíčně a farnost je spravována ex currendo z Kasejovic, Arciděkanství Nepomuk, Českobudějovická diecéze.